# Conselho Nacional Sírio
O Conselho Nacional Sírio (árabe: المجلس الوطني السوري, al-Majlis al-Waṭanī as-Sūri; inglês: Syrian National Council; francês: Conseil national syrien), conhecida como SNC, é uma organização da oposição síria criada, em agosto de 2011, no início da Guerra Civil Síria, contra o governo de Bashar al-Assad.

## História
Inicialmente, o conselho recusou em se assumir como um Governo no exílio, mas, após o escalar da violência e os primeiros combates da Guerra Civil Síria, o SNC assumiu-se como o líder da Oposição Síria.
O objetivo principal do SNC é a queda do governo de Bashar al-Assad, e, afirma-se defensor dos valores da democracia, independência judicial, liberdade de imprensa, direitos humanos e pluralismo político.
Em novembro de 2012, o SNC chegou a um acordo com diversos outros grupos e movimentos ligados à Oposição Síria, dando assim origem à Coalizão Nacional Síria da Oposição e das Forças Revolucionárias, normalmente conhecida como Coalizão Nacional Síria.
O SNC retirou-se da Coalizão Nacional Síria, após a organização aceitar em participar nas negociações de paz, dizendo que tais negociações seriam inúteis até que Bashar al-Assad não deixasse o poder.

## Reconhecimento internacional
Após a sua fundação, o SNC pediu o reconhecimento à comunidade internacional, com o objectivo de ser reconhecido como o líder da Oposição Síria.

### Países que reconhecem o SNC como um legítimo grupo da Oposição Síria
- Albânia[9]
- Arábia Saudita[10]
- Bulgária
- Dinamarca[11]
- Egito[12]
- Eslovênia[13]
- Espanha
- Estados Unidos[14]
- França[15]
- Qatar[16]
- Reino Unido[17]
- Tunísia
- Turquia[18]

### Países que oficiosamente apoiam o SNC ou rejeitam o governo de Assad
- Alemanha
- Austrália[19]
- Áustria
- Bélgica
- Canadá[20]
- Itália[21]
- Noruega
- Países Baixos[22]
- Suécia[23]

### Países que têm relações informais com o SNC
- China
- Japão
- Portugal
- Rússia